# PWS-54
PWS-54 – polski samolot pasażersko-pocztowy zbudowany w zakładach PWS. Samolot nieprzyjęty do produkcji seryjnej, zbudowano tylko prototyp.

## Historia
Samolot zaprojektowany przez inż. Zbysława Ciołkosza na zamówienie Ministerstwa Komunikacji. Prototyp zbudowany w 1932 roku, oblatany w 1933 przez fabrycznego pilota zakładów PWS Franciszka Rutkowskiego. Samolot został przekazany do PLL LOT (oznaczenie SP-AHY) celem prób eksploatacyjnych. Samolot został oceniony negatywnie, głównie za zbyt mały zasięg, mały udźwig i zbyt długi dobieg.

## Konstrukcja
Jednosilnikowy górnopłat zastrzałowy o konstrukcji mieszanej, podwozie stałe (osłonięte owiewkami). Usterzenie klasyczne. Śmigło drewniane dwułopatowe.

## Plany modelarskie
MM 12/1967